# Lac des Cinq (Shawinigan)
Le lac des Cinq (jadis désigné Grand lac des Cinq) est un plan d'eau douce situé dans le secteur Lac-des-Cinq, du territoire de la ville de Shawinigan, dans la région administrative de la Mauricie, au Québec, au Canada.
Aujourd'hui situé dans le Parc national de la Mauricie, la foresterie a été l'activité économique primordiale du lac des Cinq depuis le milieu du XIe siècle. Au XIXe siècle, les activités récréotouristiques ont été mis en valeur. Depuis le début des années 1970, la création du Parc national de la Mauricie administrant le secteur a engendré une exploitation contrôlée du territoire.
La surface de ce lac est généralement gelée de novembre à avril ; néanmoins, la période de circulation sécuritaire sur la glace est de la mi-décembre à la fin mars.

## Géographie
Le lac des Cinq est situé à 3,6 km (en ligne directe) à l'ouest de la rivière Saint-Maurice, à 3 km au sud de la rivière Matawin, à 10,9 km au nord-est du lac Wapizagonke et à 23,6 km au nord-ouest du lac des Piles (Shawinigan).
Les principaux bassins versants voisins du lac des Cinq sont :
- au nord : le "lac du Portage" dont l'émissaire est le "ruisseau des Cinq" qui coule vers le nord pour aller se déverser dans la rivière Matawin ;

- à l'est : le "Petit lac des Cinq" dont l'émissaire est le "petit ruisseau des Cinq", qui coule vers l'est pour se déverser sur la rive est de la rivière Saint-Maurice en face de l'île des Cinq ;

- à l'ouest : une série de lacs interconnectés, soit les lacs Legaure, Journet, "La Pipe" et Isaïe Ouest dont l'émissaire de ce dernier est le ruisseau d'Isaïe qui coule vers le nord-ouest pour aller se déverser dans une zone marécageuse sur la rive droite de la rivière Matawin ;

- au sud : le lac Dauphinais qui est un affluent du lac des Cinq ; le lac Giron qui constitue le lac de tête de la rivière à la Pêche (Shawinigan), laquelle coule vers le sud-est en traversant une série de lacs, jusqu'au lac à la Pêche (Shawinigan).

Le principal affluent du "lac des Cinq" est le lac Dauphinais lequel reçoit ses eaux du :
- côté sud-est : lac Dubon qui draine le "lac Archange" et le "Petit lac Archange" ;

- côté sud : décharge du "lac de la Tour", dont une tour de communication est située sur son côté sud à environ 430 m d'altitude.

- côté ouest : deux petits lacs.

Le lac Dauphinais comporte une zone de marécage sur la rive ouest. Un sentier de marche contourne le lac du côté ouest. Ce lac est caractérisé par une grosse presqu'île de 1,4 km de largeur par 1,1 km qui s'avance dans l'eau par la rive est. L'embouchure du lac est située au fond de la pointe nord. Un détroit de 1,2 km relie le lac Dauphinais et le lac des Cinq. La décharge des lacs Francina et Pool se déverse sur la rive ouest de ce détroit.
Le "lac des Cinq" est aussi alimenté :
- du côté est par le lac de l'Est, lequel reçoit les eaux des lacs du Sud-Est et du lac William ;

- du côté ouest par le lac Jean, lequel est alimenté par le lac Éclair ;

- du côté nord-ouest par un petit ruisseau se déversant dans la baie du Brown.

L'embouchure du lac des Cinq est située au nord du lac, où un barrage de retenue a été érigé. Après avoir traversé le barrage, le ruisseau des Cinq coule sur environ 640 m pour se déverser au sud-ouest au fond d'un détroit long de 360 m du lac du Portage (longueur totale de 1,1 km, incluant le détroit). Puis le ruisseau des Cinq descend vers le nord sur 2,2 km pour aller se déverser sur la rive droite de la rivière Matawin.

## Toponymie
Jadis, le lac Dauphinais et le lac des Cinq étaient considérés comme un même lac sur le plan toponymique. La Commission de géographie du Québec a alors attribué l'hydronyme "lac Dauphinais" à la partie sud de ce plan d'eau afin de mieux distinguer les deux lacs.
Dans ce secteur de Shawinigan, plusieurs toponymes se réfère au terme "Cinq" : ruisseau des Cinq, Petit ruisseau des Cinq, Lac des Cinq, Petit lac des Cinq, rapide des Cinq, Petit rapide des Cinq et l'île des Cinq (située sur la rivière Saint-Maurice). Ces hydronymes sont tous situés dans la partie est du Parc national de la Mauricie, sauf les rapides qui sont à la limite sud du territoire non organisé du Lac-Normand dans la MRC de Mékinac.
Cet hydronyme figurant sur une carte de 1930, désigne une zone de rapide de la rivière Matawin. Deux origines sont associés à ce nom :
- au fait que la zone des rapides s'étire sur 5 milles (8 km) ou
- l'évocation de la noyade de cinq draveurs dans ce secteur[2].

Le toponyme "Lac des Cinq" a été officialisé le 5 décembre 1968 à la Banque des noms de lieux de la Commission de toponymie du Québec.